# Indomysis annandalei
Indomysis annandalei är en kräftdjursart som beskrevs av W. M. Tattersall 1914. Indomysis annandalei ingår i släktet Indomysis och familjen Mysidae. Inga underarter finns listade i Catalogue of Life.